# 讃岐白鳥駅
讃岐白鳥駅（さぬきしろとりえき）は、香川県東かがわ市松原にある四国旅客鉄道（JR四国）高徳線の駅である。駅番号はT11。
東かがわ市役所に近く東かがわ市の代表駅ではあるが、無人駅であるため指定席券売機などの機能は隣の三本松駅が担っている。1975年（昭和50年）ごろまでは、当駅において鉄道貨物による原料移入や製品出荷が行われており、最盛期には10人を越す貨物要員が配置されていた。

## 歴史
- 1928年（昭和3年）4月15日：鉄道省高徳線の駅として開業[2]。このときは1面1線のホームだった。
- 1956年（昭和31年）12月15日：地元からの陳情により、読みを「さぬきしらとり」から「さぬきしろとり」に変更[2][4]。
- 1972年（昭和47年）10月1日：貨物取扱廃止[2]。
- 1979年（昭和54年）3月1日：日本交通観光社に業務委託[5][6]。
- 1984年（昭和59年）2月1日：荷物扱い廃止[2]。駅員無配置駅となり[7][8]、白鳥町に簡易委託化[9]。
- 1987年（昭和62年）4月1日：国鉄分割民営化により、四国旅客鉄道の駅となる[2]。
- 1988年（昭和63年）
  - 3月10日：駅舎リニューアル[10]。
  - 3月11日：簡易委託駅から直営駅となる[11]。
- 1990年（平成2年）11月21日：土日祝日の駅員配置を取り止め[12]。
- 1992年（平成4年）4月：契約社員による業務委託駅となる[13]。
- 2010年（平成22年）10月1日：無人化[3][14]。

## 駅構造
相対式ホーム2面2線をもつ地上駅で、1番のりばが一線スルーであり、行違いがない場合はこのホームを使用する。駅舎は片方のホームに接する。この駅舎は木造平屋、古くからのものであるがリニューアルがされている。国道11号に面しているため、駅舎の反対側のホームにも出入口が設けられている。駅舎内部に自立式の自動券売機が1台設置されている。一部の特急うずしお（下りは3・5・25・27・31・33号、上りは2・4・6・28・30・32号）が停車する。
JR四国は2010年6月21日、経費節減のため同年9月1日より当駅を無人化すると発表したが無人化は1ヵ月延期され10月1日に無人化された。トイレは2019年に廃止された。

### のりば
| のりば | 路線    | 方向 | 行先                 |
| ------ | ------- | ---- | -------------------- |
| 1・2   | ■高徳線 | 下り | 引田・板野・徳島方面 |
| 1・2   | ■高徳線 | 上り | 志度・高松・岡山方面 |

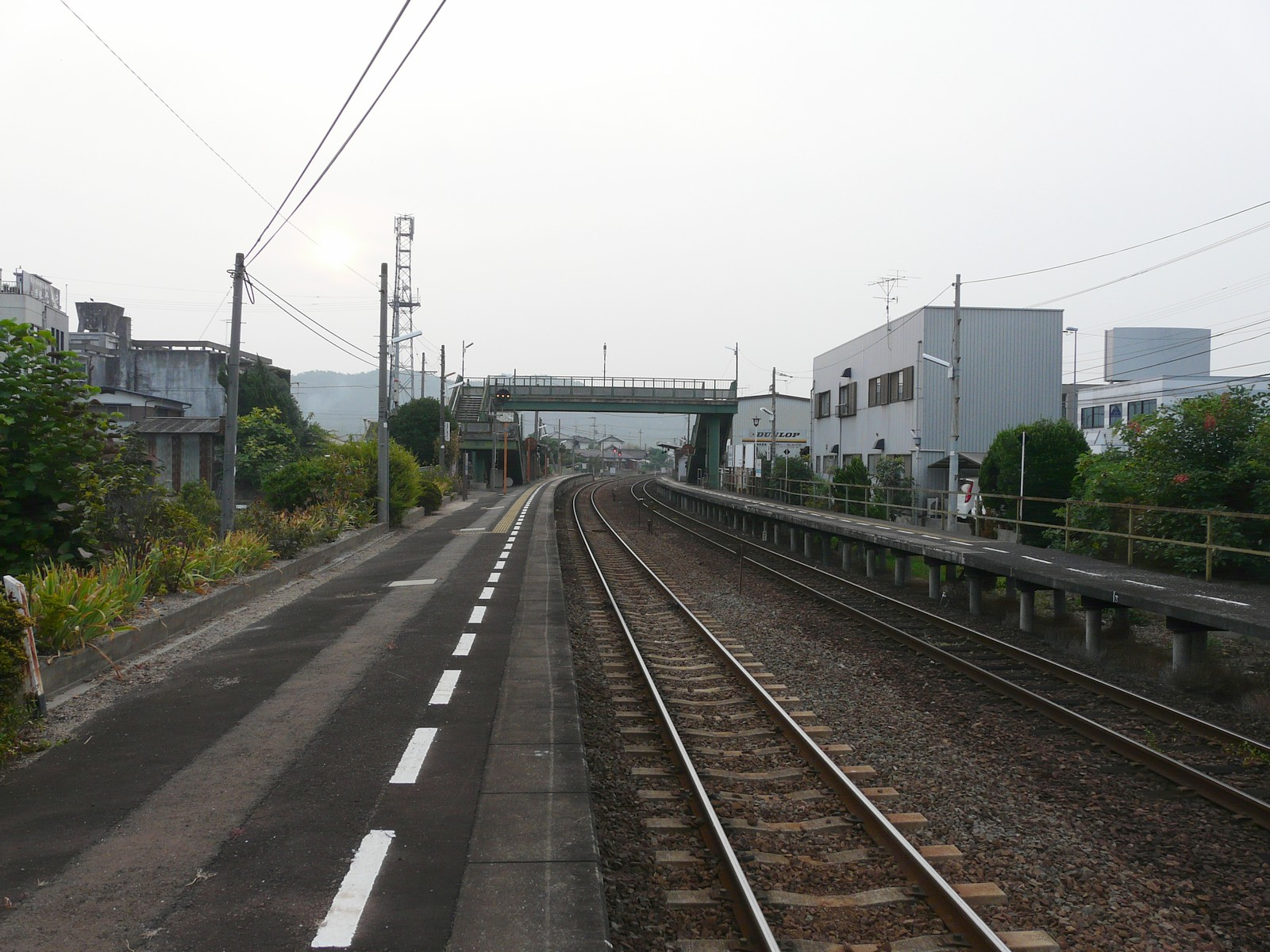
構内（2007年7月、三本松方より）
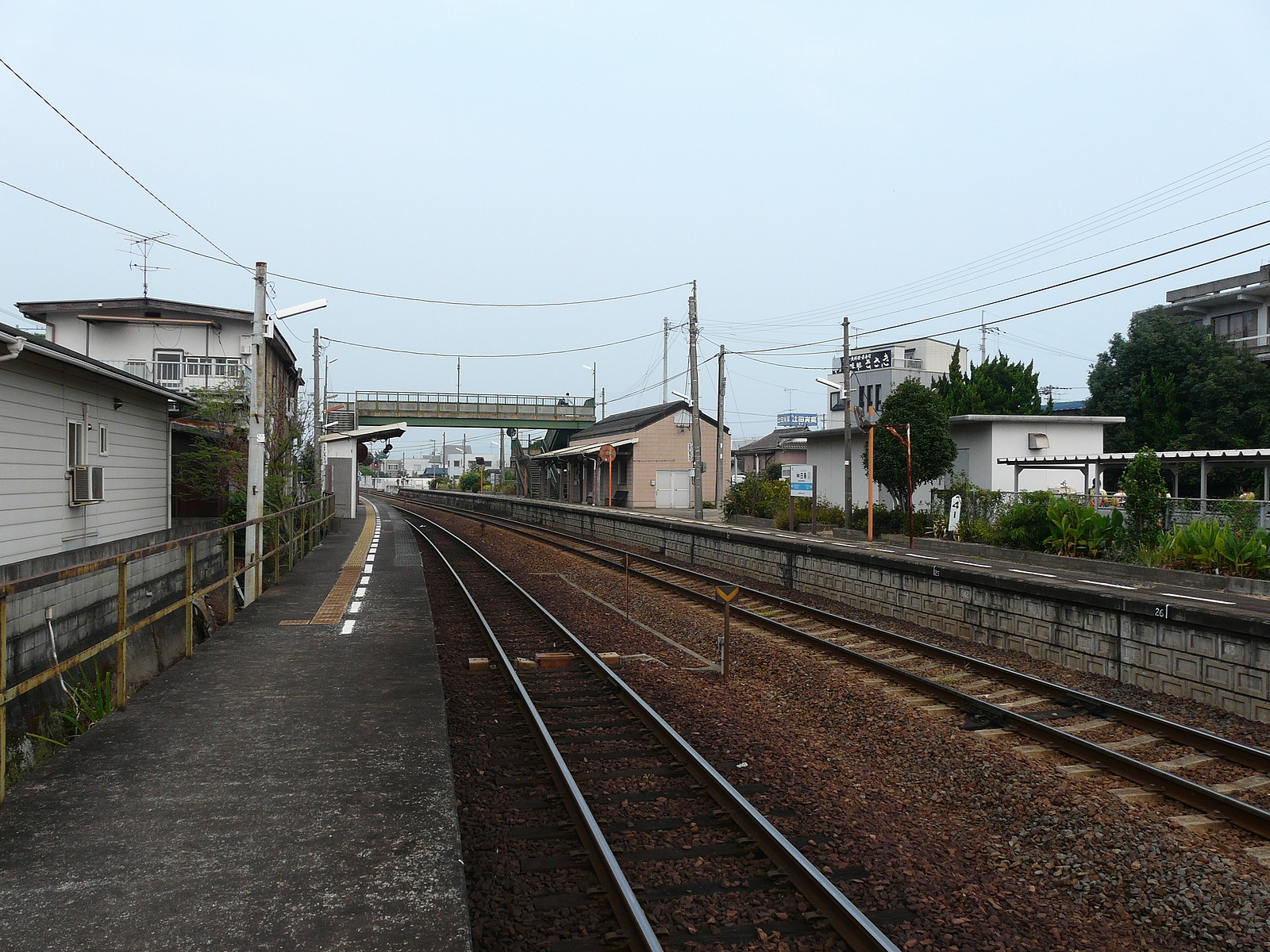
構内（2007年7月、引田方より）

## 利用状況
1日平均の乗車人員は以下の通り。
| 乗車人員推移 | 乗車人員推移 |
| 年度         | 1日平均人数  |
| ------------ | ------------ |
| 2008         | 247          |
| 2009         | 227          |
| 2010         | 236          |
| 2011         | 216          |
| 2012         | 213          |
| 2013         | 204          |
| 2014         | 209          |

旧白鳥町内で唯一の駅であるにもかかわらず、より人口の少ない旧引田町の引田駅の3分の2程の利用者数にとどまっている。これは、同じ旧白鳥町内でも、西部や南部の地区の住民は、距離的に近い、あるいは列車の停車本数の多い旧大内町の三本松駅を利用するためである。

## 駅周辺
- 東かがわ市役所
- 東かがわ市社会福祉協議会
- 東かがわ市給食センター
- 東かがわ市交流プラザ
- 日本郵便白鳥郵便局
- 百十四銀行白鳥支店 - 2020年7月6日より引田支店をブランチインブランチ。
- 香川銀行白鳥支店
- 香川県農業協同組合白鳥支店
- 白鳥神社
- 香川県立白鳥病院
- AZホテル香川東かがわ店
- 帝國製薬 本社 - パップ剤（湿布の1種）の製造業
- みなとや - ぶどう餅の老舗[15]
- 国道11号
- 香川県道125号讃岐白鳥停車場線
- 香川県道126号讃岐白鳥停車場湊線
- 讃岐街道

## 隣の駅
四国旅客鉄道（JR四国）
■高徳線
- 特急「うずしお」一部停車駅

■普通
三本松駅 (T12) - 讃岐白鳥駅 (T11) - 引田駅 (T10)